# Шостак, Фёдор Александрович
Фёдор Александрович Шо́стак (1853 — не ранее 1913) — русский военачальник, генерал-лейтенант, командовал 14-м стрелковым полком 8-го армейского корпуса.

## Биография
Произведен в офицеры в 1875 году. Окончил Николаевскую академию Генштаба по 1-му разряду.
Накануне русско-турецкой войны (1877—1878) командовал 14-м стрелковым батальоном 4-й стрелковой бригады 8-го армейского корпуса.
На войне занимал должность начальника штаба бригады в 14-й пехотной дивизии Михаила Драгомирова. За боевые отличия награждён орденами Святого Станислава 3-й и 2-й степени, орденом Святой Анны 3-й степени с мечами и бантом.
В 1884 году назначен помощником старшего адъютанта штаба Приамурского военного округа, затем занимал различные штабные должности.
В 1894 году назначен командиром 5-го стрелкового полка, в 1896 году — 14-го стрелкового полка в составе 4-й стрелковой бригады. В 1897 году 14-й стрелковый полк прибыл из Одессы на Крит, где местные греки восстали против турок, и вошёл в состав международных миротворческих сил. Полковник Шостак стал первым начальником российского экспедиционного отряда на Крите. Он заслужил уважение критян за восстановление сношений между мусульманами и христианами, благоустройство города Ретимно, где дислоцировались российские войска, благотворительность. Именем Шостака была названа набережная в Ретимно.
17 мая 1897 года — Экспедиционный отряд русских императорских войск полковника Ф.А. Шостака. Россия способствовала перевозке более 5 тысяч греческих беженцев с Крита на остров Милос, восстановлению разрушенной инфраструктуры, поддержанию межрелигиозного мира среди местных жителей, выводу османских вооружённых сил с Крита и предоставлению автономии острову.
В 1898 году награждён орденом Святого Владимира 3-й степени.
С 8 января 1900 по 11 января 1904 года — начальник штаба 8-го армейского корпуса.
Генерал-майор Шостак руководил русской военной миссией по реформам жандармерии в Македонии в период Мюрцштегских реформ, входил в комиссию Диджорджиса по реализации реформ.
После окончания миссии командовал 24-й пехотной (1908) и 35-й пехотной (1909) дивизиями.
С 1 января 1911 по 15 января 1913 года — военный губернатор Закаспийской области, командир 2-го Туркестанского армейского корпуса.